# Museum Würth

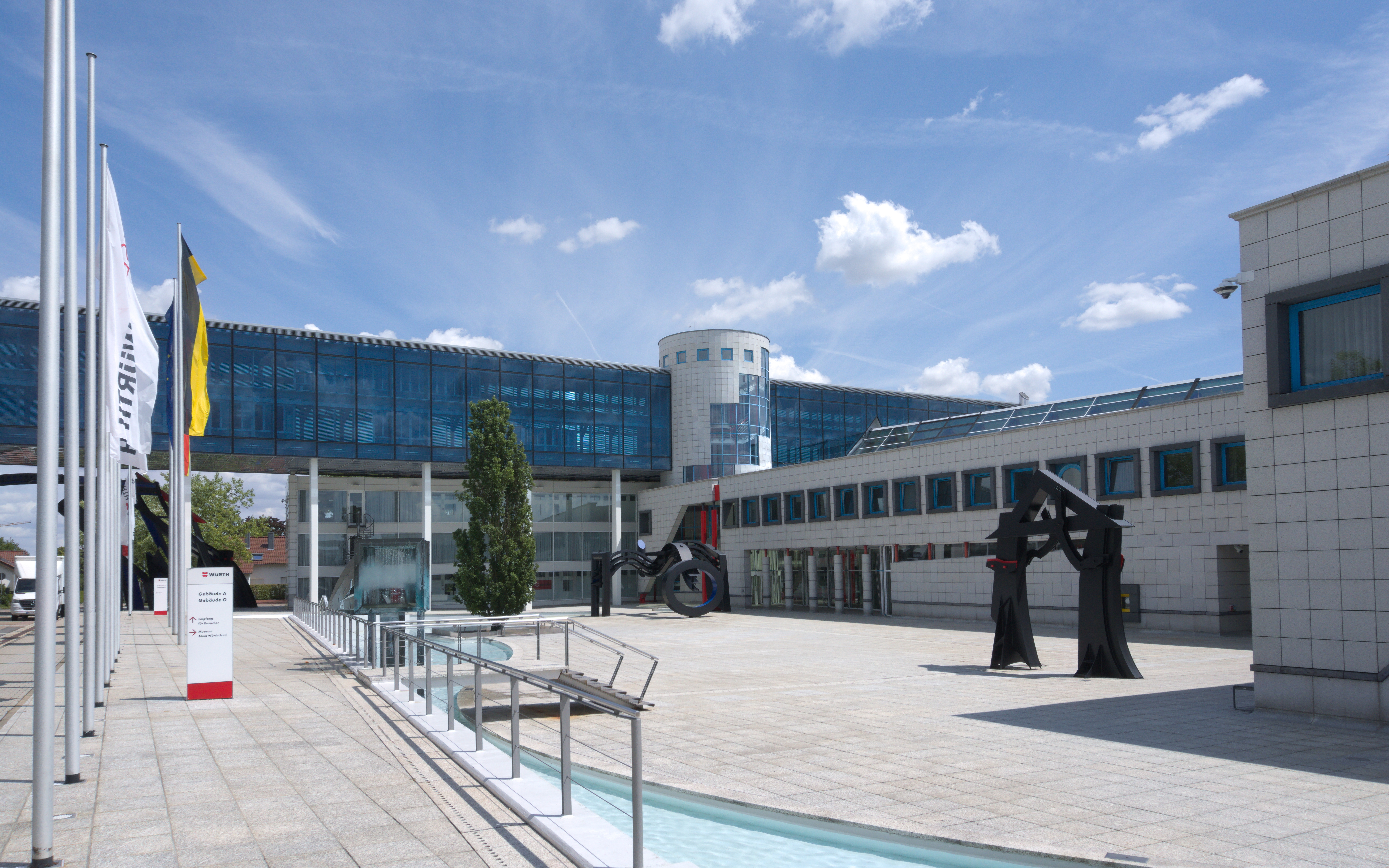
Verwaltungsgebäude und Museum Würth (rechts) auf dem Firmengelände

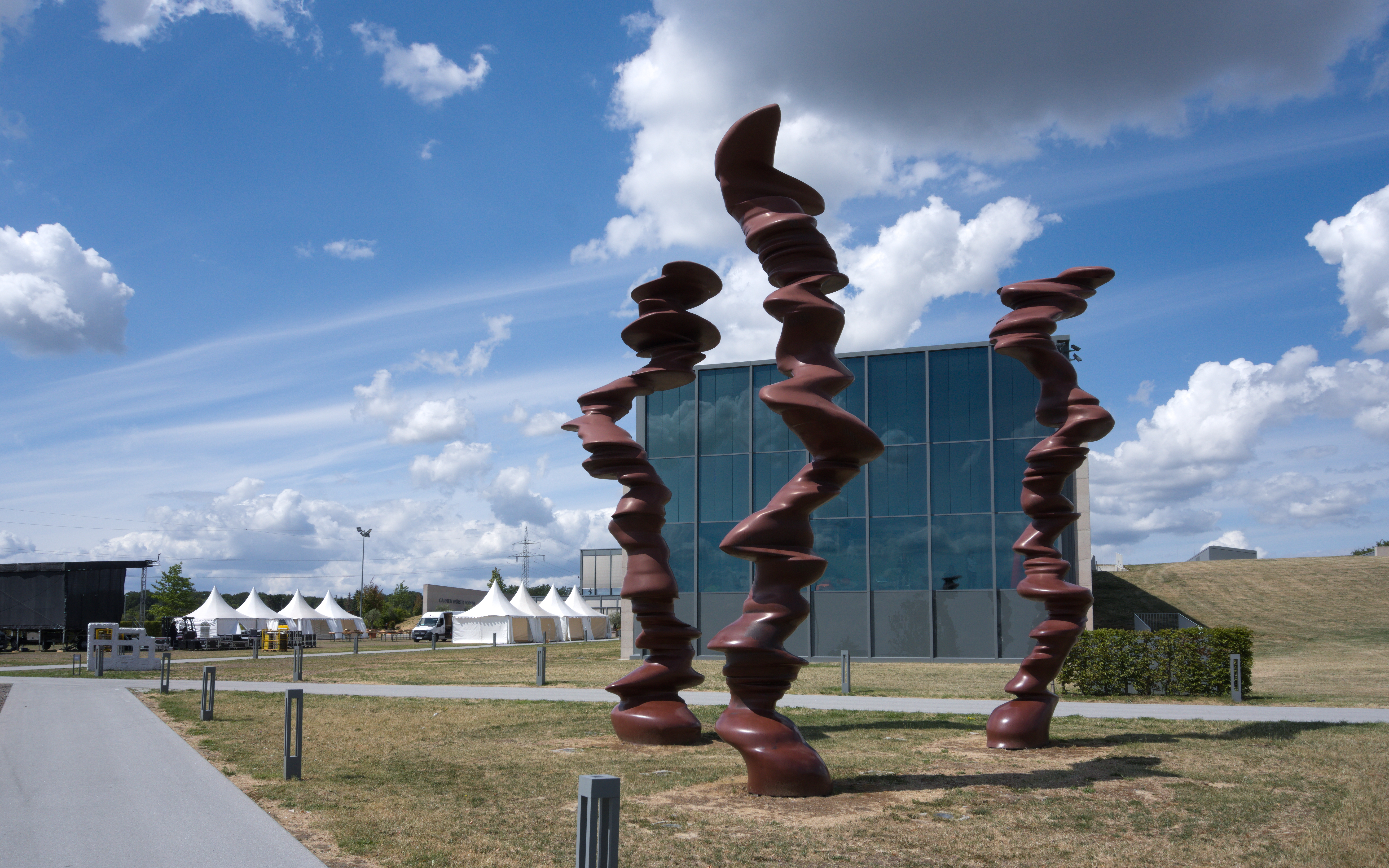
Skulptur Points of View von Tony Cragg vor Museum Würth 2

Das Museum Würth ist ein 1991 von dem Unternehmer Reinhold Würth in Künzelsau-Gaisbach (Baden-Württemberg) eröffnetes privates Kunstmuseum, das auf Würths in über vierzig Jahren gewachsene private Kunstsammlung zurückgeht. Das Museum Würth zeigt mit zwei bis drei wechselnden Ausstellungen im Jahr hauptsächlich Werke aus der Sammlung Würth.
Das Museum verteilt sich auf zwei Gebäude am Standort in Gaisbach: Das Gebäude des Museum Würth wurde in den Jahren 1989 bis 1991 von den Architekten Siegfried Müller und Maja Djordjevic-Müller errichtet. Es ist in den Verwaltungsbau der Würth-Gruppe integriert und ermöglicht eine vom Bauherrn gewünschte Verbindung von Arbeitswelt und Kunst. Reinhold Würth hat damit auch die weltweit erstmalige Kombination eines Kunstmuseums mit einem Arbeitsgebäude realisiert. Im Foyer werden von November 2024 bis Januar 2026 Werke von Christo und Jeanne-Claude ausgestellt.
Das Museum Würth 2 befindet sich einige 100 Meter nordwestlich des Museum Würth außerhalb des Produktionsgeländes im 2017 eröffneten Carmen Würth Forum. Dieser vom Architekten David Chipperfield entworfene Gebäudekomplex wurde im Juli 2017 eröffnet und im selben Jahr mit dem Hugo-Häring-Architekturpreis ausgezeichnet. Auf dem Platz vor Museum und dem Freigelände vor Museum 2 sind zahlreiche Skulpturen permanent ausgestellt.
Das Museum zeigt die moderne und zeitgenössische Kunst des 20. und 21. Jahrhunderts und ist sowohl für die Mitarbeiter als auch für die Öffentlichkeit kostenfrei zugänglich.
1991 entstand der selbständige Museumsbereich Museum für Schrauben und Gewinde.
Anlässlich des 50-jährigen Jubiläums der Firma Würth-Gruppe wurde in Zusammenarbeit mit dem Archäologischen Landesmuseum Baden-Württemberg eine historische und fachbezogene Ausstellung präsentiert: Die Schraube zwischen Macht und Pracht. Das Gewinde in der Antike.